# Український театр (журнал)
«Украї́нський теа́тр» — всеукраїнський ілюстрований науково-популярний журнал, що видавався до 2018 року включно та був відновлений у 2024-му. На сторінках видання висвітлюється історія і сучасний стан театрального мистецтва.
Видання веде своє літочислення з 1917 року. Тоді в Києві було засновано тижневик «Театральні Вісті», відповідальним секретарем якого був Лесь Курбас. Також попередниками «Українського театру» вважаються журнали, що виходили під назвою «Театр» (1919, 1921—23 і 1936—41) у Києві, «Сільський театр» (1926—30), «Радянський театр» (1929—31), «Масовий театр» (1931—33), усі — у Харкові. Протягом своєї історії висвітлювало театральні процеси в Україні. З ним співпрацювали провідні науковці-театрознавці, театральні критики, майстри театрального мистецтва, актори, режисери.

## Театральні журнали в Україні
В Україні періодичні видання, присвячені питанням театрального мистецтва почали виходити на початку ХХ ст. Серед них:
- «Драматург», «Современный театр и шантан» (обидва — 1906), «Театр-варьете» (1906 — 12), «Программа и обозрение зрелищ и театров» (1907 — 14), «Дивертисмент» (1907 — 16), «Театральное бюро» (1908 — 14), «Артистическое справочное бюро», «Сцена и жизнь» (обидва — 1910), «Одесская рампа» (1914), «Театральный листок» (1915 — 16), «Театр и кино» (1915 — 17), всі — в Одесі;
- «Киевский театрал» (1906—07), «Подмостки» (1909, 1911), «Цирк и варьете» (1910), «Маски» (1911), «Киевская рампа» (1912—14), «Театральні Вісті» (1917), «Барикади театру» (1923 — 24) — орган театру «Березіль», всі — в Києві;
- «Театральный курьер» (1912), «Друг искусства» (1913), обидва — в Харкові;
- «Вестник театрала» (1912 — 15) в Катеринославі.

У 1920—1940-х рр. популярними були журнали «Театр» в Києві (1921 — 23, 1936 — 41) і в Одесі (1922), а також «Театральная жизнь» (Київ, 1918), «Театральный вестник» (1919), «Художественная жизнь» (1922 — 23), «Нове мистецтво» (1925 — 30), «Сільський театр» (1926 — 31), «Радянське мистецтво» (1930 — 31), «Радянський театр» (1929 — 31), «Масовий театр» (1931 — 33), усі — в Харкові.
Матеріали про театральне життя на західній Україні містили «Театральне мистецтво» (1922 — 24), «Сільський театр» (1930), «Жива сцена» (1930), «Масовий театр» (1930 — 32), всі — у Львові.
У 1954—1970 проблеми театрального мистецтва висвітлювалися в журналі «Мистецтво», а також у щорічнику «Театральна культура» (Київ, 1964—68 та з 1980).
У 1970 році на базі журналу «Мистецтво» створено три журнали: «Музика», «Український театр» і «Образотворче мистецтво».

## У незалежній Україні
До 2009 року видання входило до переліку наукових фахових видань, затверджених ВАК України.
У 2009 році відбувся ребрендинг «Українського театру». Було оновлено зовнішній вигляд видання (сучасний дизайн, повнокольоровий друк, якісний папір, якісніша поліграфія). Також було збільшено обсяг видання — з 32 до 56 сторінок, введено до змісту нові творчі рубрики.
З 2018 року випуск журналу було припинено, натомість розпочала роботу інтернет-платформа «Український театр 2.0» (вебпроєкт проіснував до 31 грудня 2019 року, після чого було оголошено про його закриття).
У жовтні 2021 року було повідомлено про відновлення виходу журналу «Український театр» видавничим домом «Антиквар». Головним редактором друкованого журналу спершу мала стати театрознавець Марія Ряпулова, потім — кандидатка мистецтвознавства Ірина Чужинова, яка в 2014—2017 працювала заступницею головної редакторки Надії Соколенко. Однак втіленню проєкту завадила повномасштабна війна.
Перший номер відновленого журналу було презентовано тільки 27 травня 2024 року. Його головним редактором став журналіст і театрознавець Віталій Жежера.

## Головні редактори журналу «Український театр»
- 1970 — Юрій Богдашевський, Леонід Ноге
- 1971—1979 — Юрій Д. Луцький
- 1979—1985 — Василь Большак
- 1985—1990 — Т. Ануфрієнко
- 1990—2009 — Юрій Богдашевський
- 2009—2012 — Алла Підлужна
- 2012—2016 — Надія Соколенко
- 2017—2018 — Анастасія Гайшенець
- З 2024 — Віталій Жежера